# Kool & the Gang
Kool & the Gang és un grup nord-americà de R&B, soul, funk i disco. El grup es va formar a Jersey City, Nova Jersey, l'any 1964.

## Història
Els membres principals del grup han estat els germans Robert 'Kool' Bell al baix i Ronald Bell al saxo tenor; George Brown a la bateria; Robert Mickens a la trompeta; Dennis Thomas al saxo alt; Claydes Charles Smith a la guitarra, Clifford Adams al trombó i Rick Westfield als teclats.
Tot va començar amb el pare de Robert 'Kool' i Ronald qui treballava com a músic amb Thelonious Monk i així mateix els germans Bell van conèixer Leon Thomas que els va introduir al món del jazz. El 1964 Robert va formar la banda instrumental The Jazziacs amb cinc companys de col·legi i després van canviar el seu nom a Kool & the Gang quan van llançar un àlbum del mateix nom el 1969.
Tot i que no van arribar a sumar cap senzill a les llistes de vendes, l'àlbum va ser reeixit, la qual cosa els va permetre seguir editant cançons fins que el 1973 van treure Wild and Peaceful que va arribar al reconeixement del públic en general amb les cançons «Jungle Boogie» i «Hollywood Swinging». El so funk que havien estat conreant va arribar a la seva màxima expressió en l'àlbum de 1975 The Spirit of the Boogie i després comença un canvi radical cap al so disco.
Entre el 1973 i el 1978, Kool & The Gang és reconeguda com una de les bandes més creatives del jazz-funk. A finals dels 70, la música disco estava en ple apogeu i molts grups recorrien a la música funk, menys elaborat i més «pop», per arribar a un públic més ampli.És en aquest context que el 1978 James Taylor es va unir a la banda com a cantant i Eumir Deodato com a productor: la recepta de l'èxit.
Amb James Taylor enregistren l'àlbum Ladies' Night i comença una nova etapa més comercial i en conseqüència més reeixida, van obtenir un número 1 amb «Celebration» de l'àlbum Celebrate! l'any 1980, produït per Eumir Deodato.
Com a senzills van treure «Ladies Night» que va vendre més d'un milió de discs als EUA «Too Hot», «Hangin 'Out». Els anys 80 van ser els anys de glòria del grup on alguns dels seus temes van encapçalar diferents llistes. En aquesta època van crear èxits com «Celebration» (1980), «Get Down On It» (1981), «Cherish» (1985), «Fresh» (1984) i «Victoria» (1986).
La cançó «Celebration» amb 2 milions de còpies venudes als EUA és l'escollida com a himne de benvinguda en tornar els ostatges nord-americans a Iran.
A partir d'aquest èxit van aconseguir moltes més aparicions en llistes amb els temes «Big Fun», «Get Down on It» i «Joanna».
El seu àlbum de 1984 anomenat Emergency els va donar quatre èxits del top 20 incloent «Fresh» i «Cherish». La seva presència en llistes es va interrompre a partir de l'àlbum Forever quan Taylor i Ronald Bell (qui va començar a autoanomenar-se Khalis Bayyan) van deixar el grup. El 1987 hi ha un punt d'inflexió, amb la sortida de Taylor. Oficialment, se separarien de manera amistosa, però més tard alguns dels membres fundadors van acusar Taylor de quedar-se amb alguns dels seus èxits.
El nom del grup va tornar a l'actualitat l'any 1994, quan la cançó Jungle Boogie va ser inclosa dins del reeixit film de Quentin Tarantino, Pulp Fiction.
Sent un grup llegenda del R&B, productors d'Hip-hop han inclòs alguns dels seus tons en les seves creacions, com ho va fer Jazzy Jeff pel hit Summertime de DJ Jazzy Jeff & The Fresh Prince (amb Will Smith al micròfon), el qual conté un sampleig de l'eteri i semi-jazzer tema Summer Madness.Madonna també havia inclòs un altre sampleig de la cançó «Jungle Boogie», les trompetes del començament i del mig s'usen en gairebé tota la seva polèmica cançó «Erotica».
Entre 1989 i 1993, Taylor va llançar tres àlbums en solitari que aconsegueix l'èxit als Estats Units.
Per la seva banda, els restants membres de Kool & The Gang van reemplaçar a Taylor amb tres vocalistes: Skip Martin (de la banda Dazz (i també una trompetista), Odeen Mays (també clavietista) i Gary Brown.
No obstant això, el públic estava acostumat a la veu i la imatge de Taylor, i els següents àlbums Sweat (1989) i Unite (1993) no aconsegueixen escalar les llistes.
El 1996, sota la pressió dels fans, Taylor va tornar al grup: amb una llarga gira internacional, que acaba al març de 1999.
Van enregistrar l'àlbum State of Affairs (1996), però la difusió és escassa.
No obstant això, el DJs de l'època remixen «Celebration» i «Get Down On It» i les dues cançons tornen al més alt de les llistes del Regne Unit. Una vegada més, Taylor va deixar la banda per reiniciar la seva carrera en solitari el 2000, va treure l'àlbum A Brand New Me, amb dos singles reeixits «On The Beach» i «How».
El grup torna, format pels quatre membres originals, i continua realitzant concerts per tot el món. Charles «Claydes» Smith, guitarrista i membre fundador, va morir el gener de 2007. No obstant això Kool and the Gang segueixen donant concerts amb les entrades exhaurides per tot el món, on alternen les seves cançons de jazz dels 70, amb els seus èxits dels 80 i també interpretant els nous títols. Al juliol de 2007, la banda va llançar l'àlbum Still Kool, que alterna el jazz, soul, funk, rock i rnb modern. Taylor en solitari també segueix fent concerts, principalment en els EUA i llança un nou àlbum el 2008.
També és just esmentar la dimensió instrumental d'aquesta formació, amb cançons com «Summer Madness» o «I Remember John Coltrane».

## Membres

### Membres actuals
- Robert "Kool" Bell – baix (1964–present)
- George Brown – bateria, percussió, teclats (1964–present)
- Michael Ray – trompeta (1979–present)
- Curtis "Fitz" Williams – teclats (1982–present)
- Shawn McQuiller – veu, guitarra (1991–present)
- Kevin Bell àlies Amir Bayyan – guitarra (2006–present)
- Tim Horton – bateria, percussió (2007–present)
- Lavell Evans – veu, percussió (2011–present)
- Jermaine Bryson – trombó (2015–present)
- Walt Anderson – veu (2016–present)
- Ravi Best – trompeta (2016–present)
- Shelley Paul – saxòfon tenor (2016–present)

### Antics membres
- Dennis Thomas – saxòfon alt (1964–†2021)
- Ricky West – teclats (1964–1976; † 1985)
- Claydes Charles Smith – guitarra (1964–†2006)
- Robert "Spike" Mickens – trompeta (1964–1986; †2010)
- Ronald Bell a.k.a. Khalis Bayyan – saxofon tenor (1964–†2020)
- Donald Boyce – veu (1973–1976)
- Otha Nash – trombó, veu (1975–1977; †2003)
- Larry Gittens – trompeta, fliscorno (1975–2013)
- Kevin Lassiter – teclats, piano, veu (1976–1982)
- Clifford Adams – trombó (1977–†2015)
- Sir Earl Toon – teclats, veu, escriptor (1979–1982)
- James "J.T." Taylor – veu (1979–1988, 1995–1999)
- Sennie "Skip" Martin – trompeta, veu (1987–2007)
- Louis Van Taylor – saxòfon alt i tenor (1996–2017)

## Discografia
- Kool & The Gang (1969)
- Live at the Sex Machine (1971)
- Live at PJ's (1971)
- Music is the Message (1972)
- Good Times (1973)
- Wild and Peaceful (1973)
- Light of Worlds (1974)
- Spirit of the Boogie (1975)
- Open Sesame (1976)
- Love & Understanding (1976)
- Behind the Eyes (1977)
- The Force (1978)
- Ladies' Night (1979)
- Celebrate! (1980)
- Something Special (1981)
- As One (1982)
- In the Heart (1983)
- Emergency (1984)
- Forever (1987)
- Sweat (1989)
- Unite (1993)
- State of Affairs (1996)
- Gangland (2001)
- Still Kool (2007)

## Senzills
| Any  | Senzill                                            | Posició EUA         |
| ---- | -------------------------------------------------- | ------------------- |
| 1969 | Kool And The Gang                                  | #59                 |
| 1969 | The Gang's Back Again                              | #85                 |
| 1970 | Let The Music Take Your Mind                       | #78                 |
| 1970 | Funky Man                                          | #87                 |
| 1973 | Funky Stuff                                        | #29                 |
| 1973 | Jungle Boogie                                      | #4                  |
| 1974 | Hollywood Swinging                                 | #6                  |
| 1974 | Higher Plane                                       | #37                 |
| 1975 | Rhyme Time People                                  | #63                 |
| 1975 | Spirit of the Boogie/Summer Madness                | #35                 |
| 1975 | Caribbean Festival                                 | #55                 |
| 1976 | Love And Understanding (Come Together)             | #77                 |
| 1976 | Open Sesame (Part 1)                               | #55                 |
| 1979 | Ladies' Night                                      | #8 #9 Regne Unit    |
| 1980 | Too Hot                                            | #5 #23 Regne Unit   |
| 1980 | Hangin' Out                                        | #52 Regne Unit      |
| 1980 | Celebration                                        | #1 #7 Regne Unit    |
| 1981 | Jones vs. Jones                                    | #39 #17 Regne Unit  |
| 1981 | Take It To The Top                                 | #15 Regne Unit      |
| 1981 | Take My Heart (You Can Have It If You Want It)     | #17 #29 Regne Unit  |
| 1982 | Steppin' Out                                       | #88 #12 Regne Unit  |
| 1982 | Get Down on It                                     | #10 #3 Regne Unit   |
| 1982 | Big Fun                                            | #21 #14 Regne Unit  |
| 1982 | Let's Go Dancin (Ooh La, La, La)                   | #30 #6 Regne Unit   |
| 1982 | Hi De Hi, Hi De Ho                                 | #29 Regne Unit      |
| 1983 | Joanna                                             | #2 #2 Regne Unit    |
| 1983 | Straight Ahead                                     | #15 Regne Unit      |
| 1984 | Tonight                                            | #13                 |
| 1984 | When You Say That You Love Somebody (In The Heart) | #7 Regne Unit       |
| 1984 | Misled                                             | #10 ##28 Regne Unit |
| 1985 | Fresh                                              | #9 #11 Regne Unit   |
| 1985 | Cherish                                            | #2 #4 Regne Unit    |
| 1985 | Emergency                                          | #18 #50 Regne Unit  |
| 1986 | Victory                                            | #10 #30 Regne Unit  |
| 1987 | Stone Love                                         | #10 #45 Regne Unit  |
| 1987 | Holiday                                            | #66                 |
| 1987 | Special Way                                        | #72                 |
| 1988 | Celebration '88                                    | #56 Regne Unit      |
| 2006 | Steppin' Into Love                                 |                     |